# Матар, Павел Юсеф
Павел Юсеф Матар (1 февраля 1941 года, Ливан) — католический прелат, архиепископ Бейрута Маронитской католической церкви с 8 июня 1996 года.

## Биография
5 июня 1965 года был рукоположён в священника.
7 июня 1991 года Римский папа Иоанн Павел II назначил его вспомогательным епископом Антиохийского патриархата и титулярным епископом Тарса Маронитского. 3 августа 1991 года состоялось рукоположение Павла Юсефа Матара в епископа, которое совершил маронитский патриарх Насрулла Бутрос Сфейр в сослужении с титулярным епископом Арки в Фениции Роландом Абуджауде и архиепископом Кипра Бутросом Кемайлем.
8 июня 1996 года был назначен архиепископом Бейрута.